# عليانيون

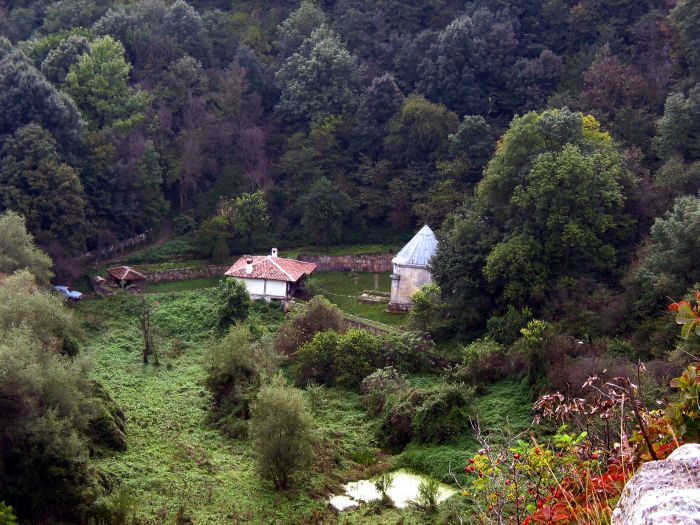
تكية ديمير بابا، مكان مقدس للعليانيين

العليانيون (بالبلغارية: алиани ، بالتركية: Alevi) هم مجتمع مسلم شيعي مقيم في بلغاريا. مصطلح "عليان" ينبع من تبجيل علي بن أبي طالب، ابن عم وصهر النبي محمد، الذي يعتبره المجتمع انبثاق لله. يُطلق على المجتمع العديد من الأسماء في بلغاريا، بما في ذلك علياني (Алиани)، أليفي (Алевии)، كازالباشي (أو كزلباشي، الذي يعني "الرؤوس الحمراء" بالتركية)، وبكتاشي.
إن العلاقة التاريخية للمجتمع العلياني مع السلالة الصفوية تمثل عنصرًا مهمًا في هويتهم وتطورهم التاريخي. تعتبر قبائل القزلباش التي وقفت مع إسماعيل الأول (حكم 1501–1524) من بين أسلاف العليانيين. من الناحية اللاهوتية، يلتزم المجتمع العلياني بشكل من أشكال الإسلام الشيعي مع مبادئ مميزة تميزه عن السنة والشيعة الاثنا عشرية. وهم أيضا صوفيون ويعتقدون أن الاتحاد الذي يمكن أن يحققه الشخص مع الله هو شخصي تمامًا ويعتمد على التجربة الفردية.